# 父の詫び状
『父の詫び状』（ちちのわびじょう）は、日本の脚本家 、小説家の向田邦子が、1978年（昭和53年）に発表した 随筆集。1986年（昭和61年）にテレビドラマ化された。
不器用にしか愛情を表せない父を中心とした昭和の家庭の姿を描いた。

## 作品誕生の経緯とその概要
向田は、1952年（昭和27年）から市川三郎のもとで脚本の書き方を学び、1960年（昭和35年）ごろから脚本家としてテレビドラマのシナリオを中心に執筆活動をはじめた。『時間ですよ』などヒット作品を数多く生み出し、1970年代を代表する人気脚本家として華々しい活躍を続けていたが、1975年（昭和50年）、乳癌が発見され入院。幸い初期段階であったため、手術は無事に成功し、翌年には退院した。しかし手術時の輸血が原因で肝炎を発症したために施された絶対安静措置が手術創の拘縮を助長し、右腕が利かなくなる後遺症が残っていた。
そんな折、当時文藝春秋の相談役であった車谷弘から都市情報誌『銀座百点』への随筆連載を打診される。向田は自分をためしてみるため、左手で執筆することを思い立ち、連載の依頼を快諾した。向田は子供時代の自分の家庭の回想を中心に日常的な話題を盛りこんだ随筆を執筆。『銀座百点』の1976年（昭和51年）2月号から1978年（昭和53年）6月号にかけて約2年間にわたって連載を続けた。向田の随筆家としてのデビューとなったこの連載は好評で、連載終了後間もなく『父の詫び状』のタイトルで単行本化された。昭和における日本の家庭像を見事に描いたものとして、今日では向田の代表的な随筆作品と評価されることが多い。

## 収録作品タイトル
表記は原本に拠る。
1. 父の詫び状
2. 身体髪膚
3. 隣りの神様
4. 記念写真
5. お辞儀
6. 子供たちの夜
7. ストライキ
8. 細長い海
9. ごはん
10. お軽寛平
11. あだ桜
12. 車中の皆様
13. ねずみ花火
14. チーコとグランデ
15. 海苔巻の端っこ
16. 学生アイス
17. 魚の目は泪
18. 隣りの匂い
19. 兎と亀
20. お八つの時間
21. わが拾遺集
22. 昔カレー
23. 鼻筋紳士録
24. 薩摩揚
25. 卵とわたし

## 出版
- 1978年（昭和53年） 文藝春秋（単行本、ISBN 978-4163348704、絶版）
- 1981年（昭和56年） 文藝春秋（文春文庫、ISBN 978-4167277017、絶版）
- 1987年（昭和62年） 新潮社（渡辺美佐子の朗読による「新潮カセットブック」版、ISBN 978-4108201040、絶版）
- 1997年（平成9年） 新潮社（カセットブックの「新潮CD」版、ISBN 978-4108300095）
- 2005年（平成17年） 文藝春秋（文春文庫新装版、ISBN 978-4167277215）
- 2009年（平成21年） 文藝春秋『向田邦子全集(5) エッセイ一 父の詫び状』（ISBN 978-4166417209）

## テレビドラマ版
ジェームス三木の脚本によりドラマ化され、NHK総合テレビジョンで1986年（昭和61年）11月1日に放送された。1996年6月20日にVHSが発売されていたが、2013年12月13日にはDVDが発売された。
下記はドラマ放送時の配役表である。
| 役         | 俳優                       | 役       | 俳優                     |
| ---------- | -------------------------- | -------- | ------------------------ |
| 田向征一郎 | 杉浦直樹                   | 社長     | 宮川洋一                 |
| 田向しのぶ | 吉村実子                   | 本社課長 | 井川比佐志               |
| 田向恭子   | 長谷川真弓                 | 支店次長 | 桜井センリ               |
| 田向順子   | 大塚ちか子（現・大塚ちか） | 社員     | 西久保翔                 |
| 田向武     | 藤田龍美                   | 社員     | 松田光広                 |
| 田向礼子   | 米沢由香                   | 桃太郎   | 中西敦子                 |
| 田向千代   | 沢村貞子                   | 小菊     | 原ゆりか                 |
| 体操教師   | 坂口芳貞                   | 獅子舞   | 翁屋社中(翁家社中の誤り) |
| 吉岡少年   | 市川染五郎                 | 猿芝居   | 周防猿回しの会           |
| 吉岡の友人 | 阿形誉久                   | 紙芝居   | 森下正雄                 |
| 中富少年   | 中野康                     | 医師     | 根上忠                   |
| 近所の主婦 | 今成友見                   | 看護師   | 照本一代                 |
| 橋本老人   | 殿山泰司                   | 語り     | 岸本加世子               |